# Acalypha fissa
Acalypha fissa là một loài thực vật có hoa trong họ Đại kích. Loài này được (Müll.Arg.) Hutch. mô tả khoa học đầu tiên năm 1913.